# سلستد
سلستد (به فرانسوی: Sélestat) یک کمون در کشور فرانسه است که در canton of Sélestat واقع شده‌است.

## خصوصیات
سلستد ۴۴٫۴۰ کیلومترمربع مساحت و ۱۹٬۳۳۲ نفر جمعیت دارد و ۱۷۳ متر بالاتر از سطح دریا واقع شده‌است.

## خواهرخوانده
شهرهای گرانشان، شارلروآ، والدکیرش و درن‌بیرن خواهرخوانده‌های سلستد هستند.

## نگارخانه

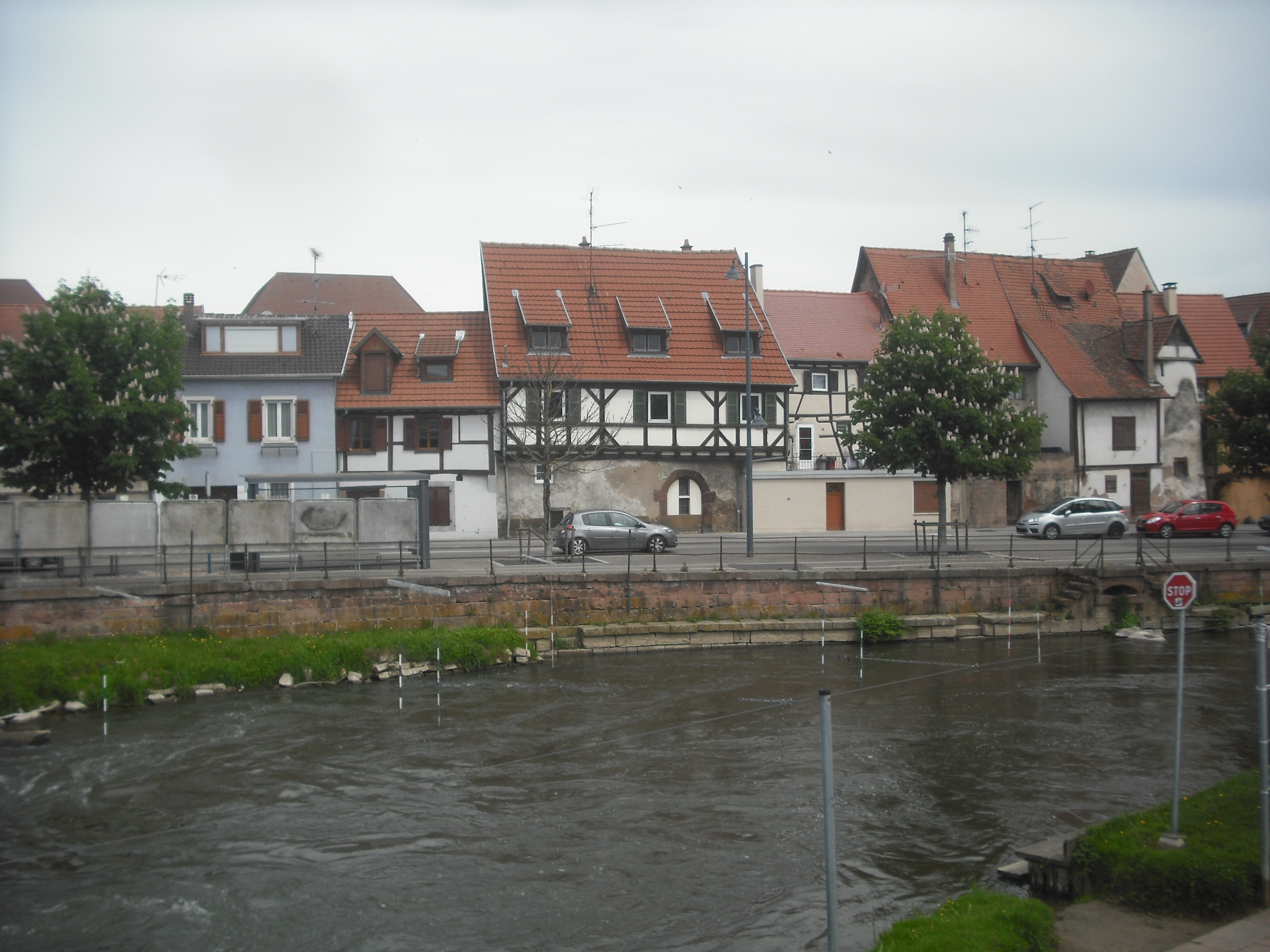
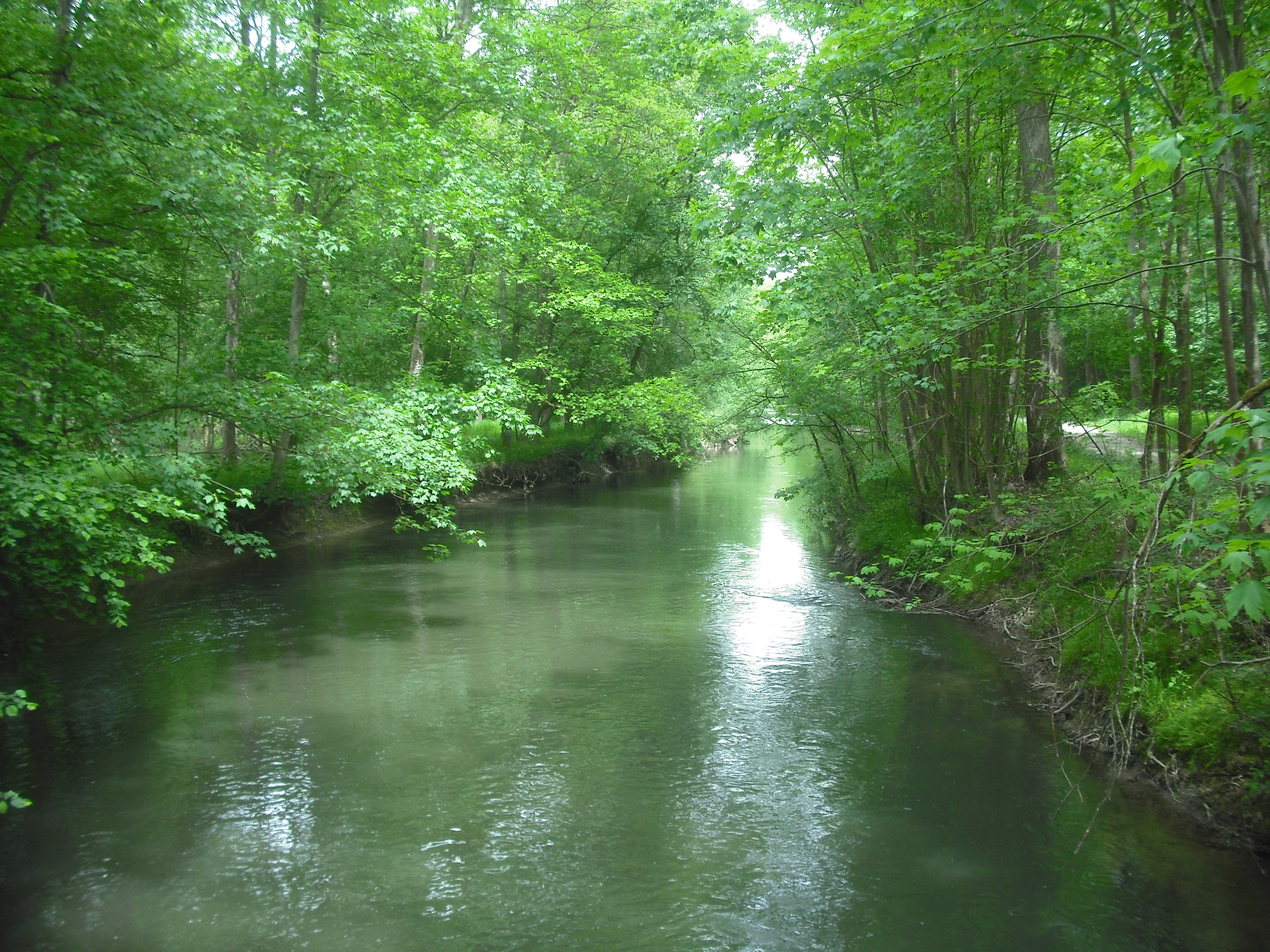
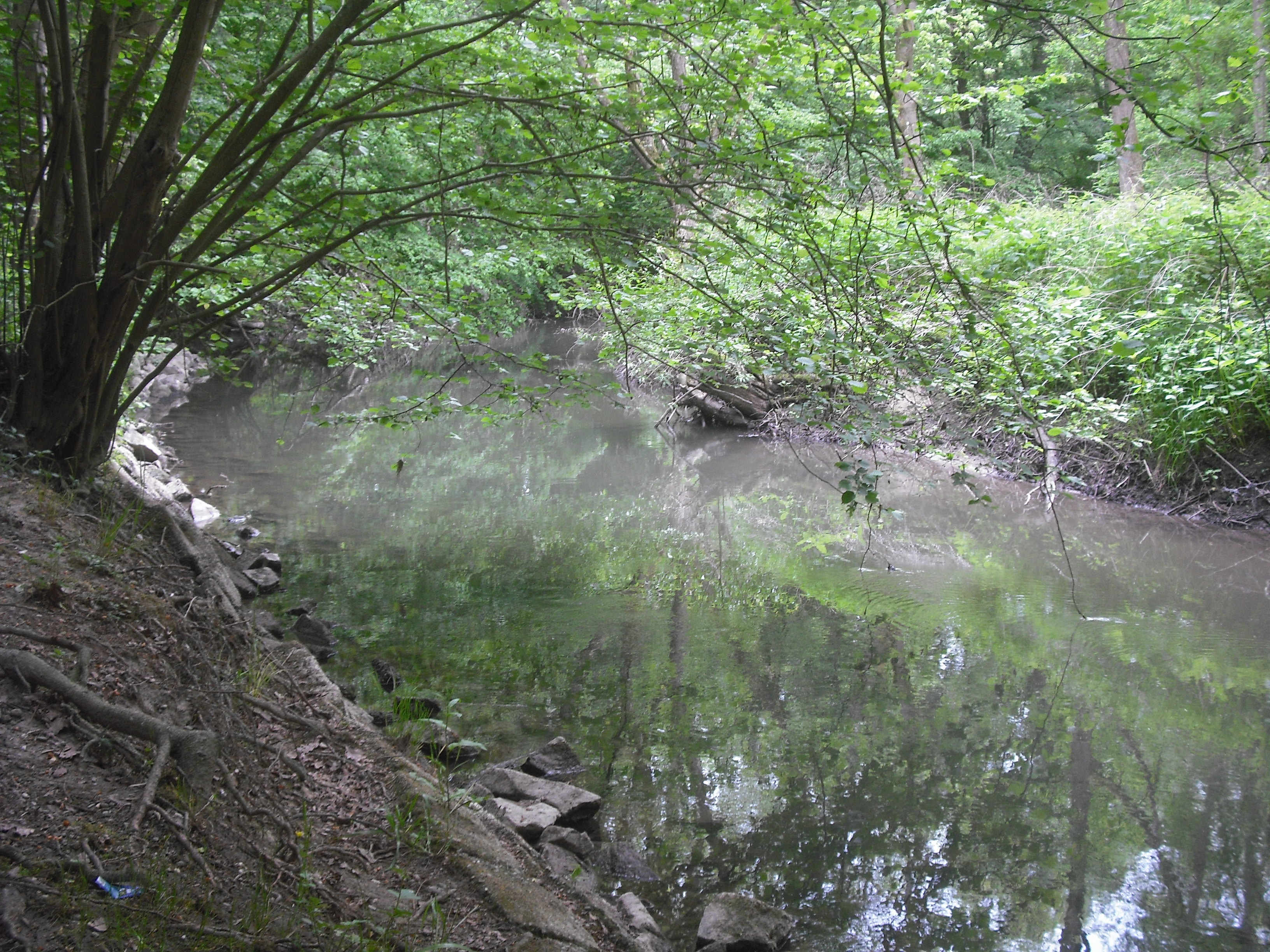
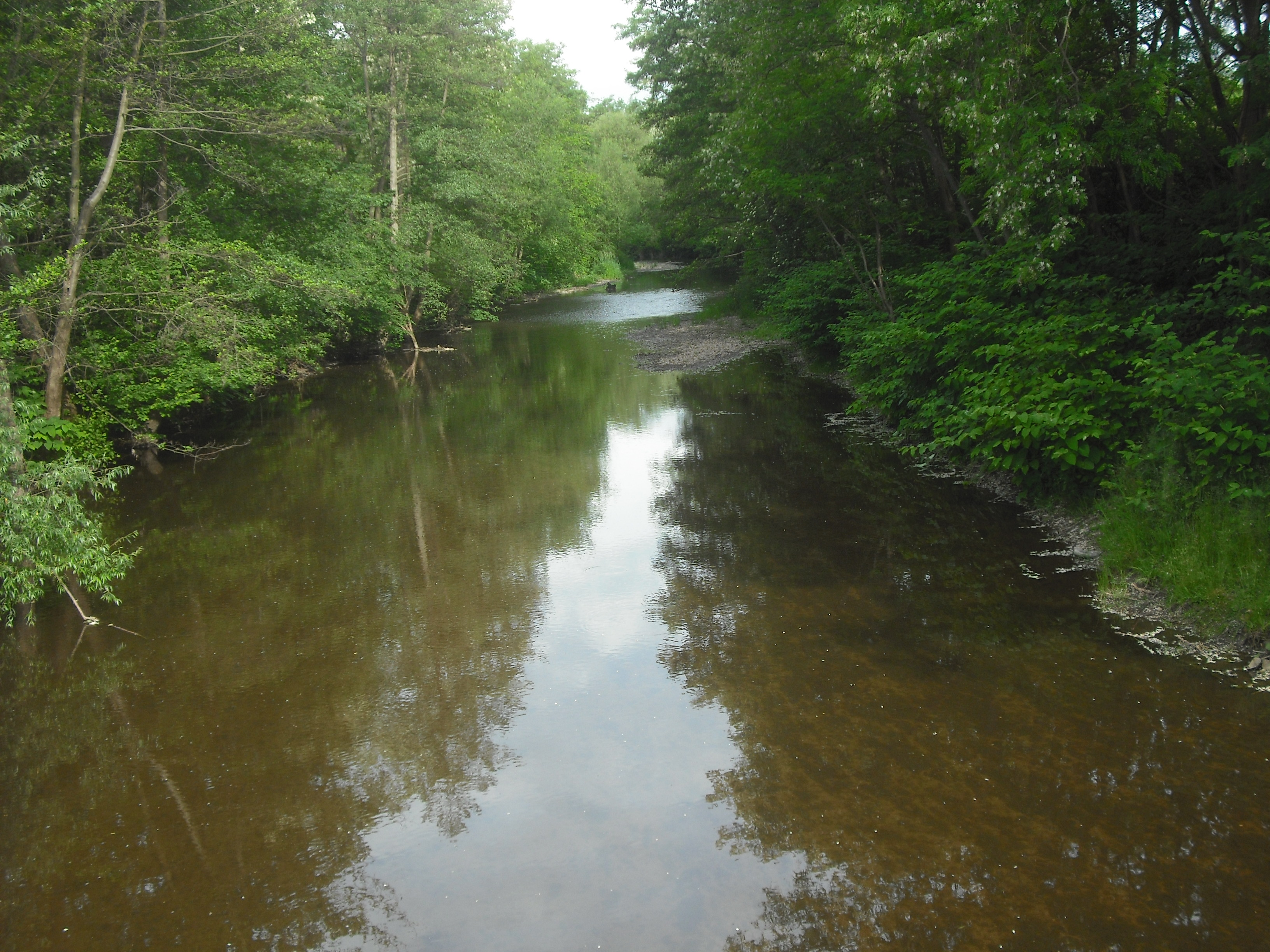